# Dominic Ignatius Ekandem
Dominic Ignatius Ekandem (1917, Obio Ibono - 24 listopada 1995, Abuja), nigeryjski duchowny katolicki, kardynał.

## Życiorys
Był synem wodza plemiennego i przyjął chrzest w wieku 8 lat. Studiował w niższym seminarium w Onitshy, następnie w wyższym seminarium w Enugu-Okpala i Kolegium Św. Patryka w Calabar. 7 grudnia 1947 w Calabar otrzymał święcenia kapłańskie. Pracował jako duszpasterz w diecezji Calabar, był jednocześnie rektorem niższego seminarium w Calabar (1947-1953); 7 sierpnia 1953 został mianowany biskupem pomocniczym Calabar, z tytularną stolicą biskupią Hierapolis in Isauria; sakry biskupiej udzielił mu w Calabar biskup tej diecezji, James Moynagh. Brał udział w obradach Soboru Watykańskiego II (1962-1965). 1 kwietnia 1963 został mianowany biskupem diecezji Ikot Ekpene; od 1973 przewodniczący Konferencji Episkopatu Nigerii.
24 maja 1976 został wyniesiony przez papieża Pawła VI do godności kardynalskiej, otrzymał tytuł prezbitera S. Marcelli; brał udział w konklawe 1978 (dwukrotnie), a także w sesjach Światowego Synodu Biskupów oraz Kolegium Kardynalskiego. W listopadzie 1981 mianowany kościelnym zwierzchnikiem nowej misji sui iuris w Abudży, w czerwcu 1989 biskupem nowej diecezji Abudży; zrezygnował z rządów tą diecezją we wrześniu 1992, po osiągnięciu wieku emerytalnego.